# Guthrum el Vell
Guthrum el Vell fou rei dels vikings danesos en la regió anomenada Danelaw, en la Gran Bretanya, on s'aplicava la llei (law) dels danesos (Dane) en lloc de la dels anglosaxons. Els historiadors moderns han donat a aquest terme un sentit geogràfic: el Danelaw s'estenia al nord i a l'est d'Anglaterra.

## Guthrum, fundador de Danelaw
Malgrat no es coneix com a Guthrum va assolir el poder i es va poder proclamar rei sobre els altres capitosts danesos en la regió de Danelaw, regió britànica sota control viking, si hi ha referències que el 874 estava preparant una guerra de conquesta contra els saxons de Wessex, liderats per Alfred el Gran.
El 876, Guthrum conqueria part de Mèrcia i Northumberland, per passar a concentrar els seus esforços en la invasió de Wessex. El seu primer enfrontament amb el rei saxó Alfred va tenir lloc a prop de la frontera amb Gal·les. Allí Guthrum va unir les seves forces amb un segon exèrcit viking que atacava la regió del Port de Poole, al sud d'Anglaterra, atacant les terres entre els rius Frome i el Trent. Aquesta regió estava sota el control d'Alfred, que va ser derrotat segons les cròniques del clergue Asser. Guthrum va capturar el fort que datava de l'època romana, així com Wareham (Dorset) i el convent de monges. Alfred va intentar pactar la pau, però Guthrum va trencar la mateixa ordenant diverses incursions sobre territori saxó, totes elles amb èxit sobre les tropes saxones.

## Atac sorpresa
El 6 de gener de 878, Guthrum va ordenar un atac sorpresa contra Alfred, que es trobava a Chippenham, Wiltshire. Aquell dia era festiu entre les tropes cristianes d'Alfred, i probablement per aquesta raó foren presos per sorpresa. Es diu que Guthrem comptava amb els serveis de Wulfhere, l'Ealdorman de Wiltshire, qui va consentir l'atac amb la seva traïció.
Alfred va fugir i es va refugiar amb els seus seguidors a la zona pantanosa propera a Athelney, Comtat de Somerset. Durant els següents mesos va estar reunint homes i organitzant una guerra de guerrilles contra els danesos. Després d'uns mesos, va cridar a totes les seves tropes lleials a reunir-se a Ethandun per lluitar contra l'invasor.

## Derrotat per Alfred el Gran
Guthrum va patir una derrota total a la batalla de Ethandun. Els vikings foren vençuts pels saxons i es refugiaren en el seu campament, negociant la pau amb Alfred en el conegut "Tractat de Wedmore".

## Conversió al Cristianisme
Seguint les condicions del tractat de pau, Guthrum va acceptar rebre el baptisme i es va convertir al cristianisme, adoptant el nom d'Ethelstan.

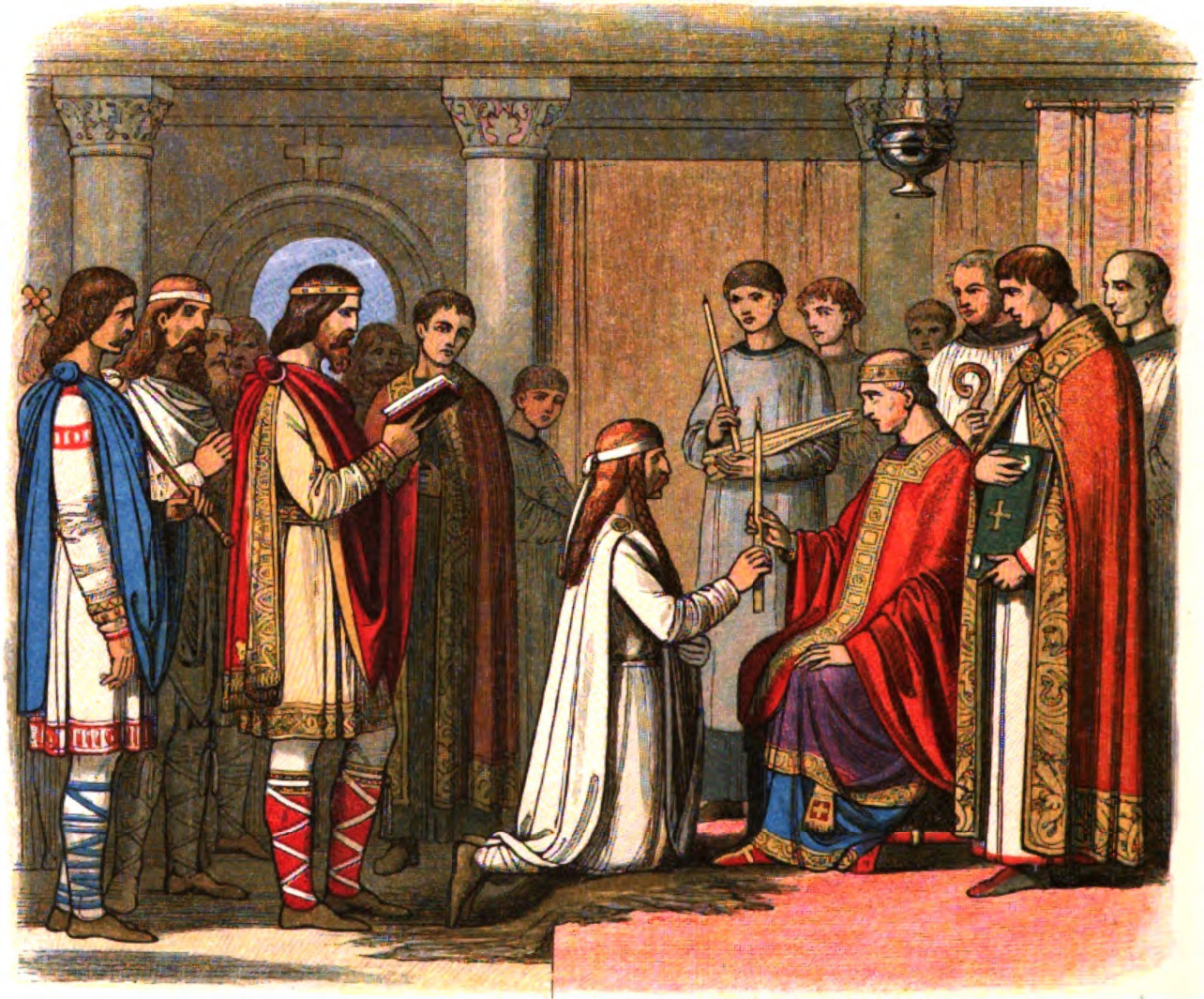
Baptisme del rei Guthrum. James William Edmund Doyle (1864).

Políticament, Guthrum va conservar el poder de les regions que havia conquerit, si bé ara passava a regnar com rei cristià. Guthrum va mantenir la pau amb Alfred i va respectar les fronteres, retirant les tropes vikingues de l'oest a l'est, on va establir el seu regne de l'Ànglia de l'Est. Probablement va passar la resta dels seus dies governant aquestes terres fins que va morir de causes naturals el 890.